# 몸국

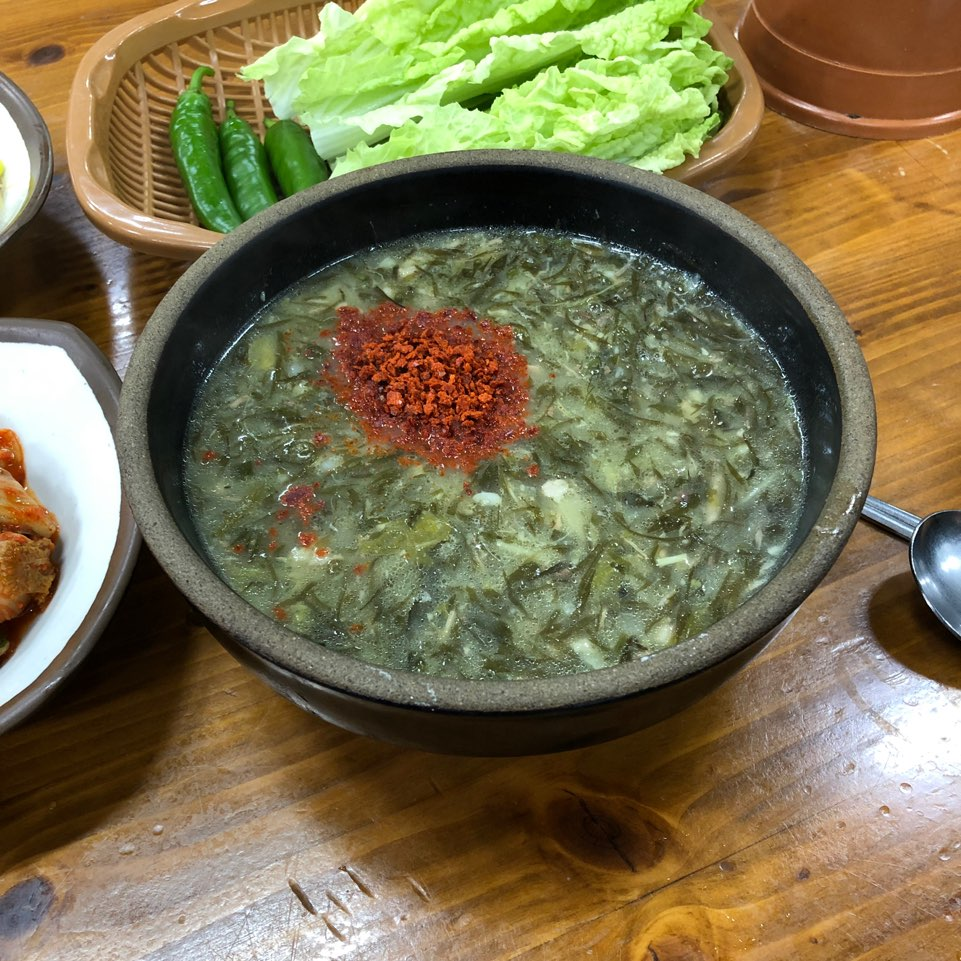
몸국

몸국(제주어: ᄆᆞᆷ국)은 제주도의 향토 음식으로, 돼지고기를 삶으면서 생긴 국물에 모자반을 넣고 끓인 국이다. 원래 잔칫날에나 먹던 것으로, 제주도 음식 중 유일한 탕류이다. 맛은 기름지면서도 부드러우며, 제주도민들은 전통적으로 그 맛을 ‘베지근하다’라고 표현하였다. ‘ᄆᆞᆷ’은 모자반의 제주 방언이다.
제주도에서는 전통적으로 관혼상제가 있는 특별한 날에나 돼지를 잡았는데, 돼지고기를 삶은 국물은 수육을 만들고 같은 국물에 내장과 순대(수애)를 또 삶은 것이라 매우 진하므로 국으로 끓여 먹었다. 몸국은 주로 바닷가 마을에서 만들었으며, 내륙 쪽 마을에서는 이 국물로 고사릿국, 또는 어린 무나 결구가 생기지 않은 배추를 넣은 국 등을 끓여 먹었다.

## 만드는 방법
돼지고기를 삶은 국물에 다섯 시간에서 여섯 시간가량 불린 모자반을 듬성듬성하게 썰어서 집어넣는다. 국물이 끓으면 솥의 뚜껑을 연 뒤, 찬물에 푼 메밀가루를 넣어서 국물을 걸쭉하게 만든다. 부추와 다진마늘을 넣고 소금으로 적당히 간하여 완성한다.
예식을 치르는 날 돼지를 잡고 수육, 순대 등을 삶는 일은 주로 남성이 맡았고, 몸국이나 고사릿국 등 국을 끓이는 것은 여성이 맡았다.

## 같이 보기
- 제주도의 음식 목록

## 참고 문헌
- 허남춘 (2007). 《제주의 음식문화》. 서울: 국립민속박물관. ISBN 9788992128247.